# Christophe Lafaye
Christophe Lafaye est un historien français né en 1977.

## Biographie
Officier de réserve dans le génie entre 2010 et 2022, Christophe Lafaye réalise sa thèse de doctorat sur le génie au combat en Afghanistan, sous la direction de Rémy Porte. Celle-ci est publiée en 2016 aux éditions du CNRS. Docteur en histoire, il est chercheur associé à l'université de Bourgogne.
Ses travaux portent également sur l'usage d'armes chimiques par les sections armes spéciales de l'armée française pendant la guerre d'Algérie. Il documente cet usage d'armes contraires au Protocole de Genève, avec la journaliste Claire Billet, d'abord dans un reportage pour la revue XXI,,,, puis dans un film documentaire, Algérie, sections armes spéciales, déprogrammé par France 5 en 2025,. Ce report suscite une polémique,,. Le documentaire reçoit le Prix Terre(s) d'Histoire INA-FIGRA le vendredi 5 avril 2025.

## Publications
- Christophe Lafaye, L'Armée française en Afghanistan : Le génie au combat 2001-2012, Paris, CNRS éditions, 2016, 504 p. (ISBN 2271090083).
- Christophe Lafaye, Entreprendre et réussir : Histoire du 19e régiment du Génie, De Taillac, 2016, 178 p. (ISBN 2364450675).
- Christophe Lafaye, Histoire du 2è Régiment d'Infanterie de Marine, De Taillac, 2018, 208 p. (ISBN 2364451043).
- Christophe Lafaye, L'autre Terreur après la foudre. Histoire du 11e régiment d'artillerie de Marine, De Taillac, 2020, 287 p.  (ISBN 2364451620)

## Analyses
Rémy Hémez indique que l'ouvrage consacré à l'armée française en Afghanistan est un travail d’histoire immédiate, dense et référencé, qui démontre que ce conflit a été, notamment pour les techniques de contre-insurrection comme sur l’adaptation progressive au combat de haute intensité, un tournant majeur pour l’armée de Terre. Candice Menat estime que l'ouvrage, issu d'une thèse, emprunte aux méthodes des sciences sociales tout en s’enracinant dans le modèle de rigueur propre au métier de l’historien.

## Distinctions
Christophe Lafaye obtient pour sa thèse consacrée au génie en Afghanistan le prix d'histoire militaire 2014, une lettre de félicitations dans le cadre du prix de l'IHEDN 2015 ainsi que le prix Raymond Poincaré 2017,.